# Eurasia Occidental
Eurasia Occidental es la región al oeste de Eurasia que está descrita sólo en algunas disciplinas como la antropología y la genética humana para agrupar a poblaciones con determinadas características comunes. Su delimitación no es clara pero en general incluye a Europa, Cáucaso, Cercano Oriente y Asia Central, extendiéndose también a Siberia occidental, África del Norte y en muchas ocasiones al Subcontinente indio. Estas poblaciones reciben el nombre de eurasiáticos occidentales y están en contraposición a las poblaciones del Extremo Oriente (Eurasia oriental) y otras poblaciones.
Los antiguos chinos tenían un término para esta región equivalente a "países occidentales" (Tàixī, 泰西) para referirse a todos los pueblos al oeste de las Indias.

## Aspectos antropológicos
En antropología se describe a los eurasiáticos occidentales por características comunes desde diversos puntos de vista como son los culturales, históricos, lingüísticos, religiosos, raciales y genéticos.

### Prehistoria
Durante el periodo Musteriense la región estuvo poblada por los neandertales. Tras su reemplazo por los humanos modernos, se considera que los cromañones son el tipo de Homo sapiens que caracterizaron la región.

### Cultura
Las bases de la cultura de Occidente se encuentran historiográficamente en el proceso del nacimiento de las sociedades históricas, a partir de las ciudades sumerias del IV milenio a. C. y su extensión al Próximo Oriente Antiguo, el Antiguo Egipto y la cultura grecorromana o clásica, las cuales están contrapuestas a las civilizaciones orientales.

### Religión
Una de las principales características de esta región es el desarrollo de las religiones monoteístas como son el judaísmo, zoroastrismo, cristianismo e islamismo.

### Lingüística
En Eurasia occidental hay varias familias lingüísticas que no están relacionadas entre sí de manera comprobada. Sin embargo según la hipótesis de la macrofamilia nostrática, éstas pudieron derivarse de un idioma ancestral denominado proto-nostrático que luego daría origen a las lenguas indoeuropeas, afroasiáticas, dravídicas y urálicas, entre otras.

### Raciología
La antropología de los siglos XVII a mediados del XX señalan que dentro del estudio de las razas humanas, la región se caracteriza por el predominio  de la población con piel clara, lo que se dio en llamar con términos como raza blanca, europeo, caucásico, leucodermo, caucasoide o európido. Se describió a esta población como propia del oeste de Eurasia, incluyendo África del Norte y se extiende con frecuencia hasta la India, dependiendo de los sistemas de clasificación.

### Genética

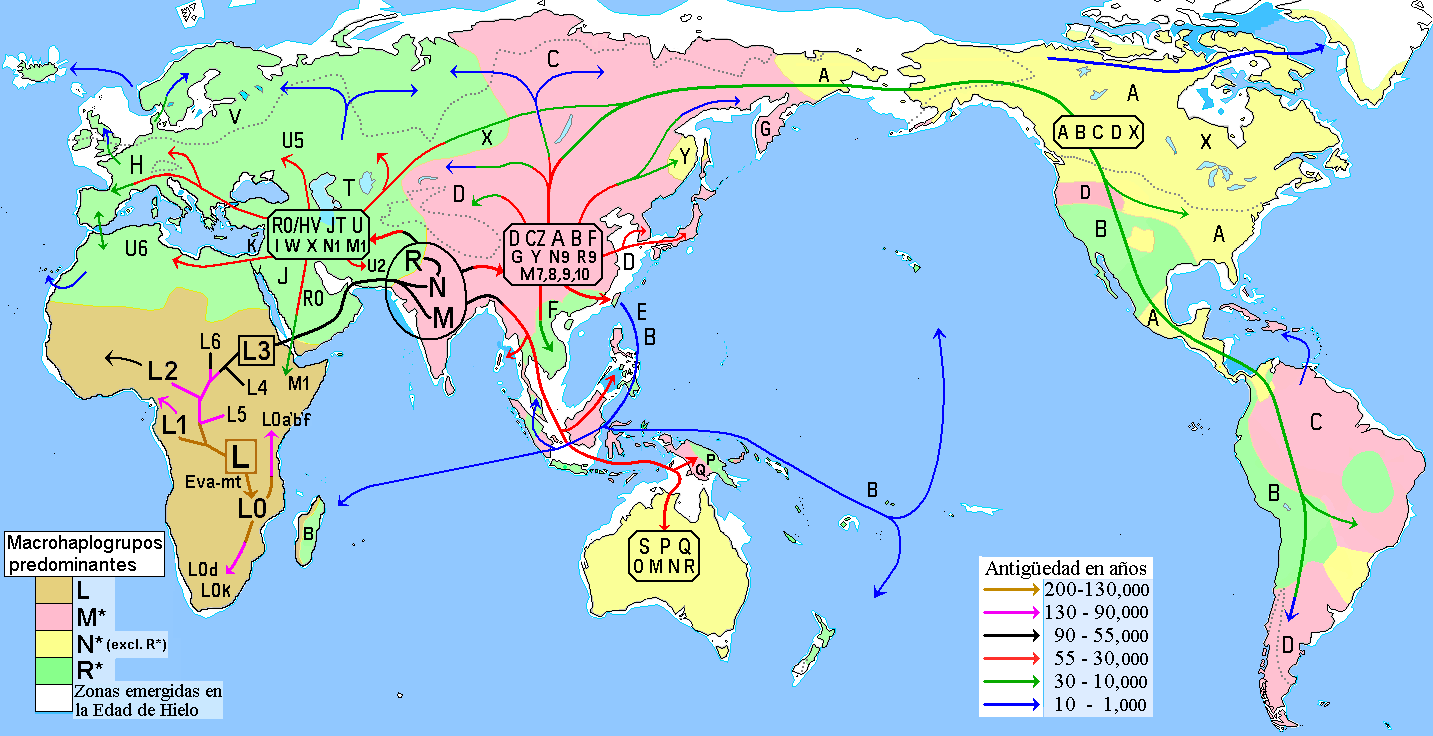
Mapa de las migraciones humanas según la genética mitocondrial, obsérvese la colonización de Eurasia Occidental por los humanos modernos durante el paleolítico superior.

Según el análisis genético de ADN autosómico y proteico, se deduce que la población de Eurasia occidental (incluyendo África del Norte y la India) forma un grupo coherente en relación con otras poblaciones. Por otro lado, la genética mitocondrial revela que los linajes de Eurasia pueden dividirse razonablemente en tres grupos: Eurasia occidental, Eurasia oriental y el Indostán.
Ya que en la península indostánica se encuentra la mayor diversidad genética después de África, se deduce que la población de Eurasia Occidental desciende de los primeros pobladores que se asentaron en la India (provenientes de África) hace unos 65.000 años; luego hubo una subsecuente colonización del Cercano Oriente y desde ahí se pobló de manera efectiva todo Eurasia Occidental hace 45.000 años.
En las regiones límite de Eurasia occidental se produjeron mestizajes con otras poblaciones: En África del Norte y Cuerno de África confluyen los linajes occidentales con los del África subsahariana; en Asia Central, Siberia, pueblos urálicos y oeste de China (como en Xiaohe) se encuentran tanto linajes occidentales como orientales, y en el subcontinente indio confluyen los linajes occidentales con los originarios indígenas.
En Europa se encuentra la mayor homogeneidad de Eurasia occidental, con un aporte genético mayoritario proveniente del Cercano Oriente que viene desde el paleolítico superior, pero que es mayor durante el neolítico.